# St. Genesius (Riedböhringen)

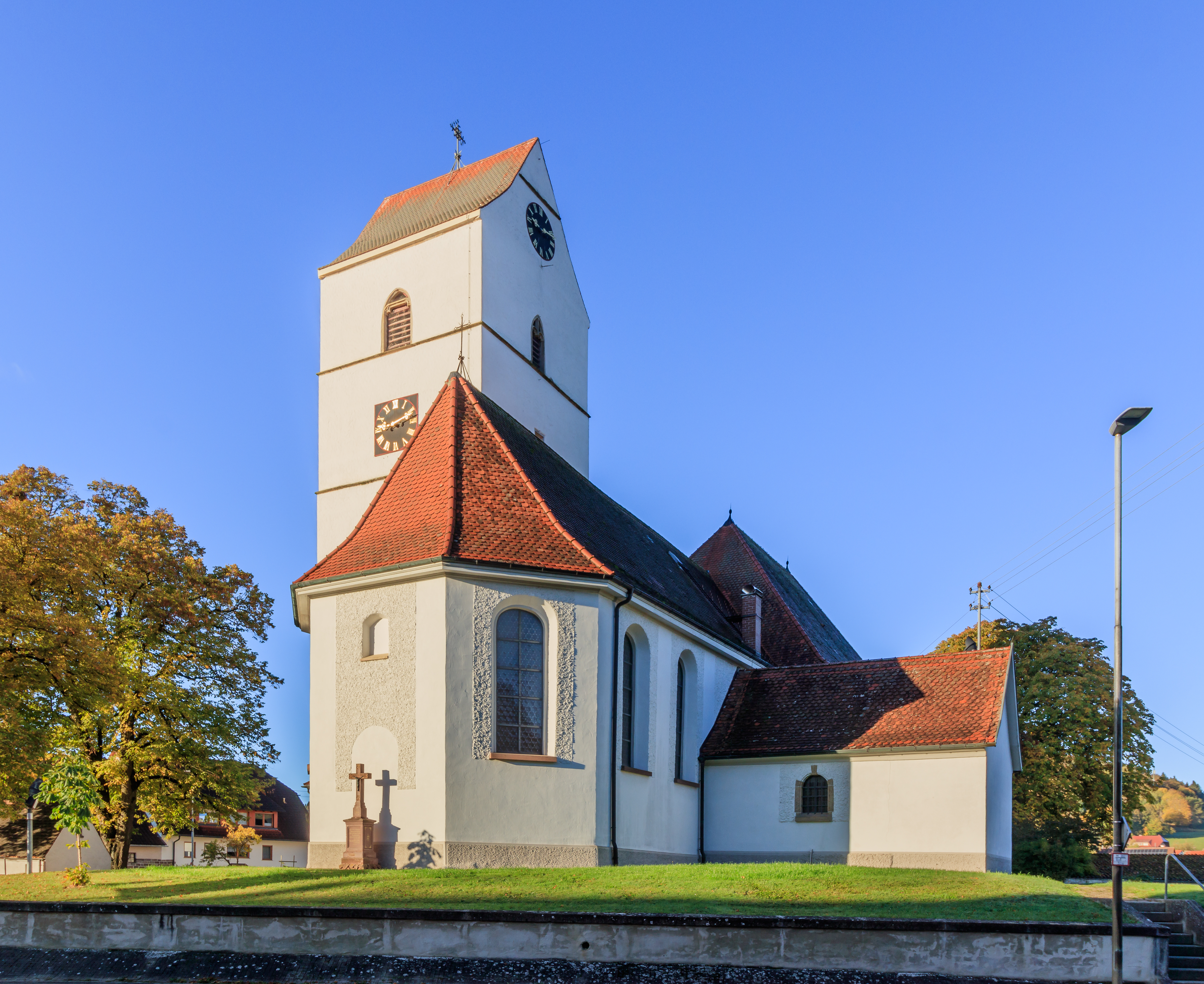
St. Genesius in Riedböhringen

Die römisch-katholische Pfarrkirche St. Genesius steht in Riedböhringen, einem Ortsteil der Stadt Blumberg im Schwarzwald-Baar-Kreis in Baden-Württemberg. Die Pfarrei gehört zum Dekanat Schwarzwald-Baar im Erzbistum Freiburg. Das Bauwerk ist beim Landesamt für Denkmalpflege Baden-Württemberg als Baudenkmal eingetragen.

## Beschreibung
Die Saalkirche besteht aus einem Langhaus, einem eingezogenen, dreiseitig geschlossenen, in der Mitte des 18. Jahrhunderts angefügten Chor im Osten, einem Chorflankenturm an der Südwand und der Sakristei an der Nordwand des Chors. Die unteren Geschosse des Chorflankenturms stammen vom romanischen Vorgängerbau. Er wurde 1498 aufgestockt, um die Turmuhr und den Glockenstuhl unterzubringen, und quer mit einem Satteldach bedeckt. Die Decke des Innenraums wurde 1752 mit Fresken von Johann Pfunner ausgestattet. Zur Kirchenausstattung gehören ein Hochaltar und eine Kanzel, die der Werkstatt von Schupp zugeschrieben werden. In der Kirche befindet sich die Grabstätte von Kardinal Augustin Bea und seiner Eltern.

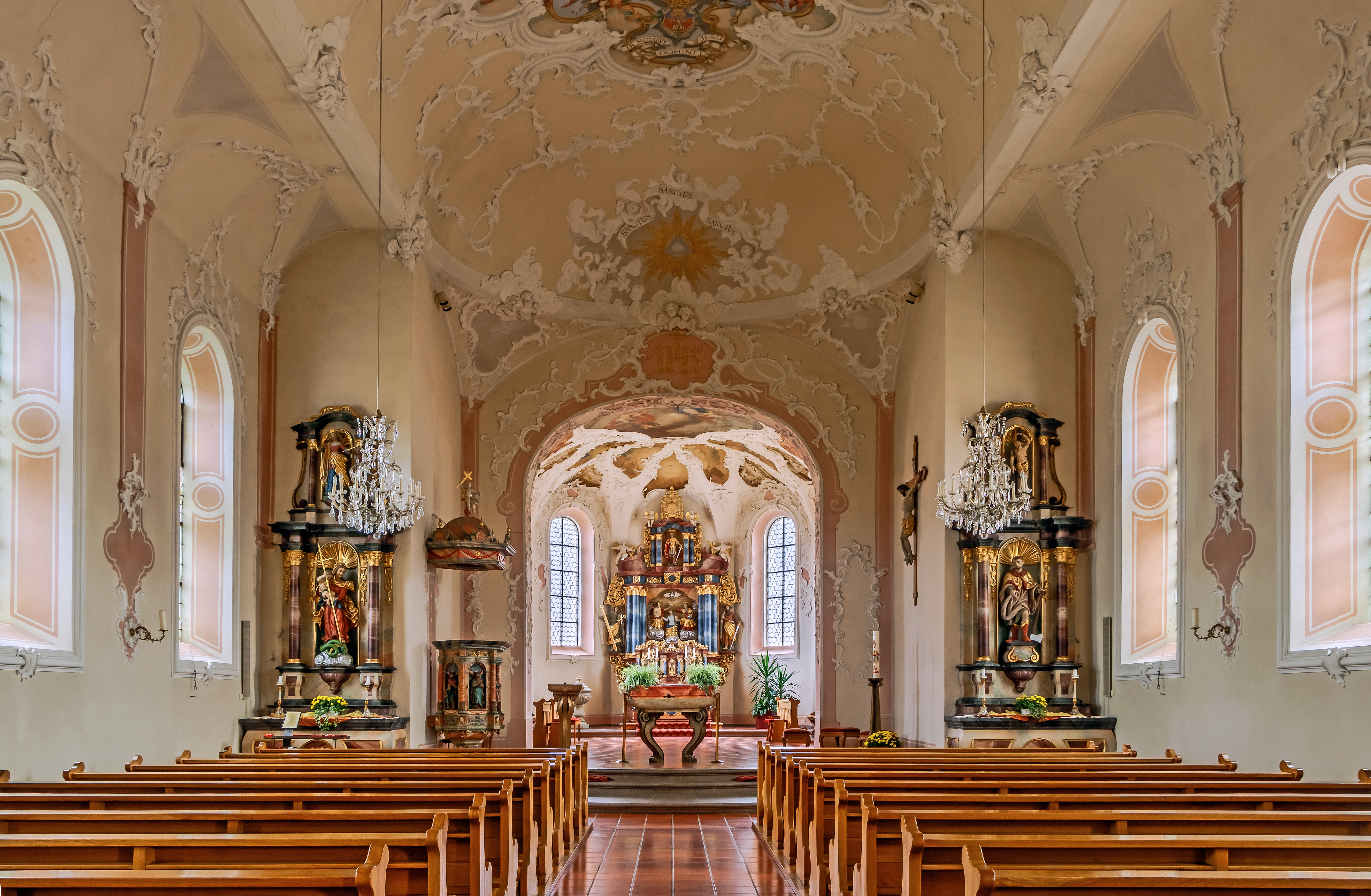
Blick zum Altar
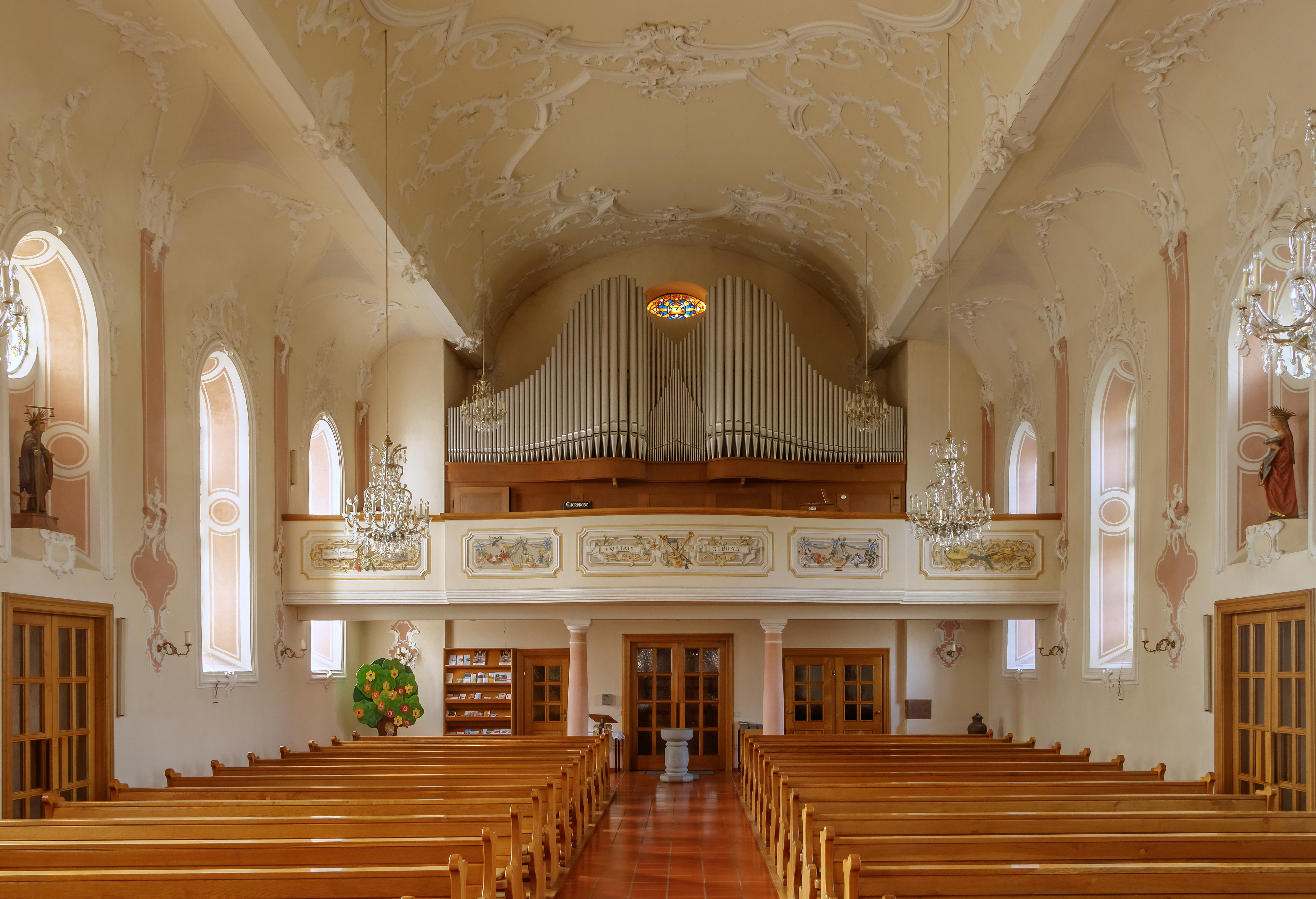
Blick zur Orgel
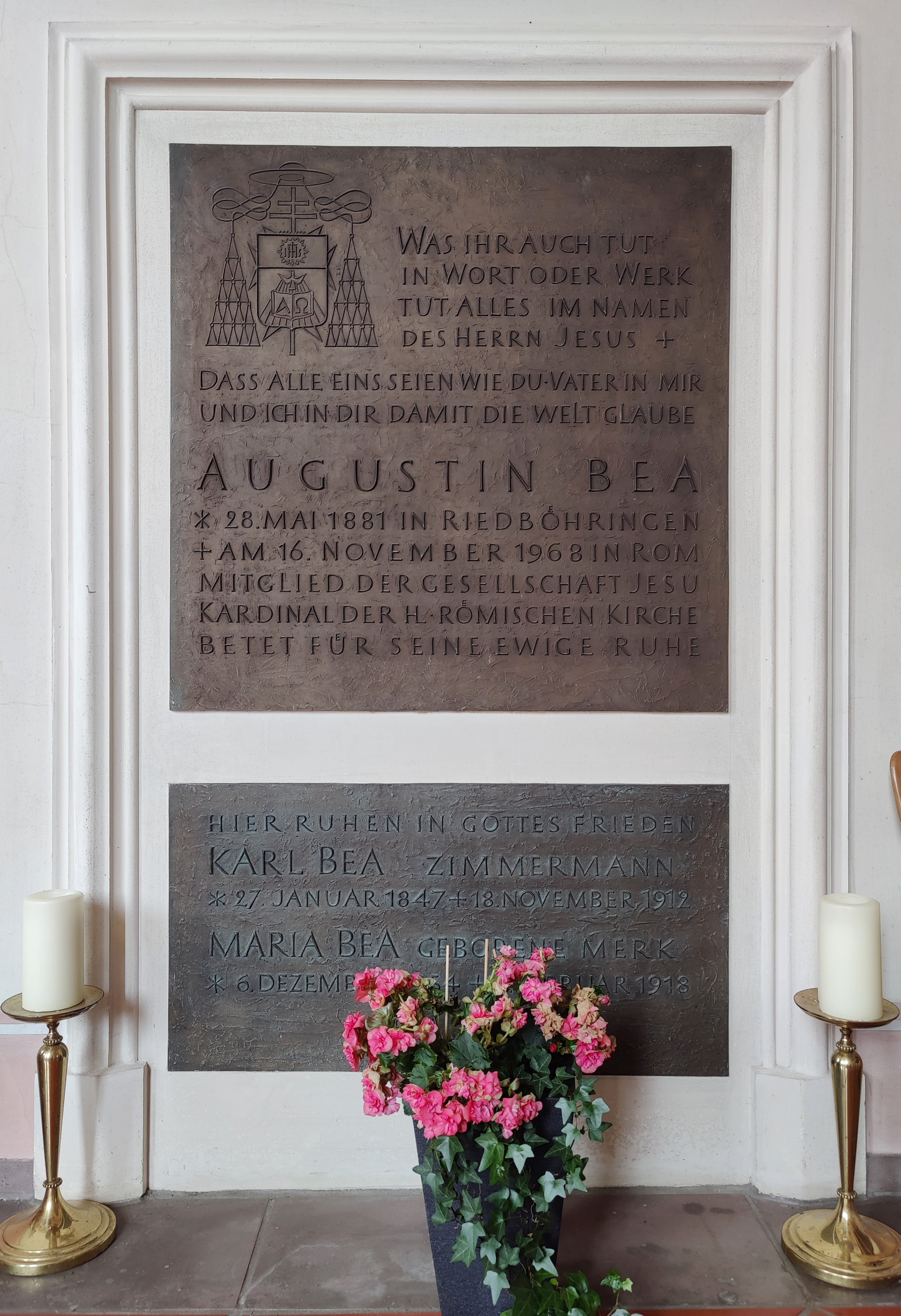
Grabstätte von Kardinal Bea und seiner Eltern

## Orgel

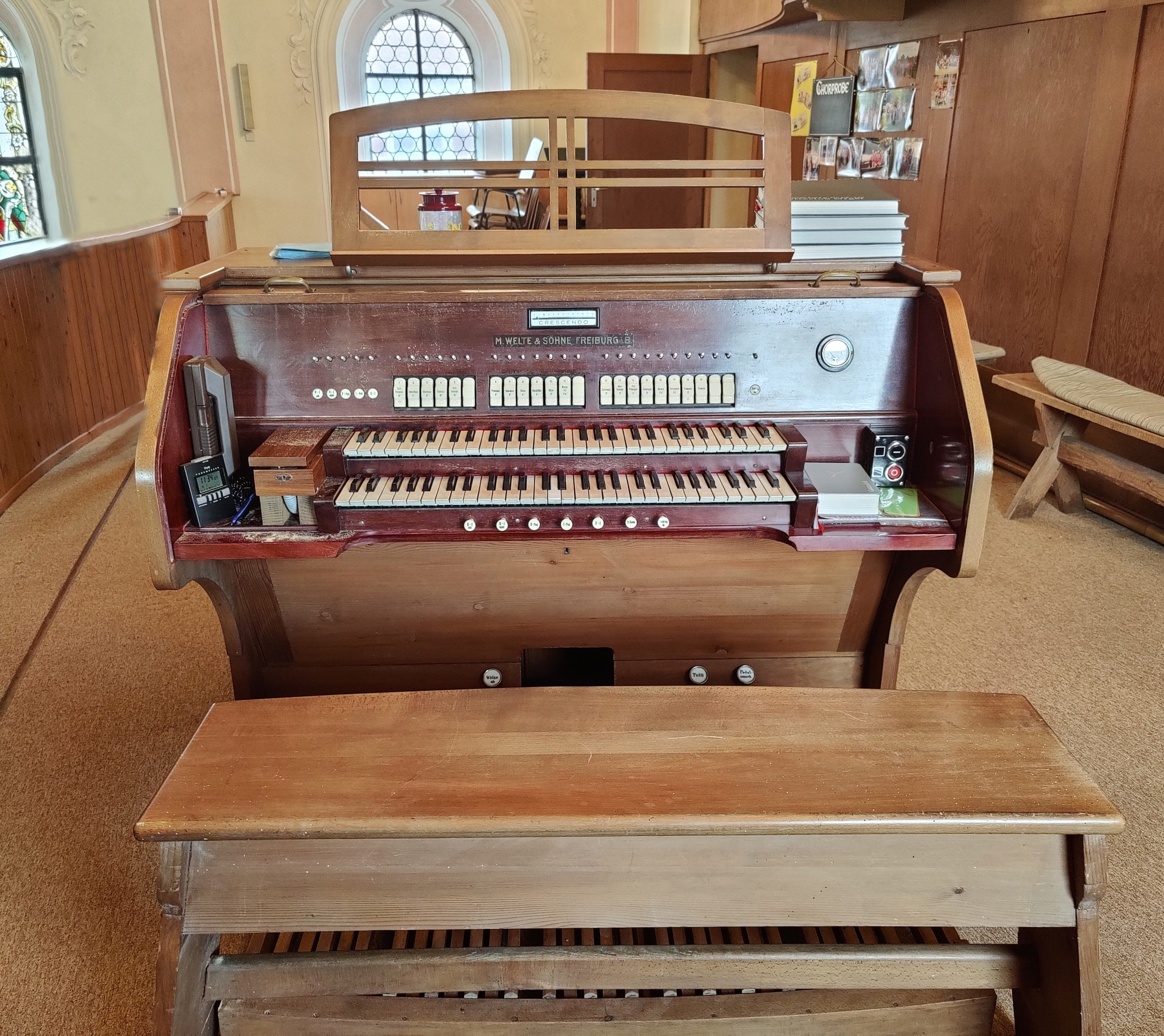
Spieltisch der Orgel

Die Orgel auf der Empore wurde 1942 von M. Welte & Söhne unter Verwendung von Material der Vorgängerorgel gebaut. Sie umfasst 18 Register auf zwei Manualen und Pedal. Die elektrische Taschenladenorgel wurde 1980 renoviert. Die Disposition lautet:
| I. Manual C–g3 |       |
| Prinzipal      | 8′    |
| Gemshorn       | 8′    |
| Oktav          | 4′    |
| Blockflöte     | 4′    |
| Oktav          | 2′    |
| Mixtur IV      | 1 ⁄3′ |

| II. Manual C–g3 |       |
| Weit-Gedeckt    | 8′    |
| Salicional      | 8′    |
| Ital. Principal | 4′    |
| Schwiegel       | 2′    |
| Quinte          | 1 ⁄3′ |
| Terzcymbel III  | 1′    |
| Trompete        | 8′    |
| Tremolo         |       |

| Pedal C–f1    |     |
| Subbass       | 16′ |
| Still-Gedeckt | 16′ |
| Oktavbass     | 8′  |
| Choralbass    | 4′  |
| Still-Posaune | 16′ |

- Koppeln: II/I, II/I Super, II/I Sub, I/P, II/P
- Spielhilfen: 1 freie Kombination, Walze, Walze ab, Handregister ab, Piano-Pedal, Tutti, Crescendo-Anzeiger